# Callobius
Callobius es un género de arañas araneomorfas de la familia Amaurobiidae, con 28 especies distribuidas en Norteamérica y Eurasia.

## Especies
- Callobius angelus (Ralph Vary Chamberlin & Ivie, 1947) — EUA
- Callobius arizonicus (Chamberlin & Ivie, 1947) — USA, México
- Callobius bennetti (Blackwall, 1846) — USA, Canadá
- Callobius canada (Chamberlin & Ivie, 1947) — USA, Canadá
- Callobius claustrarius (Hahn, 1833) — Paleárctico
  - Callobius claustrarius balcanicus (Drensky, 1940) — Bulgaria
- Callobius deces (Chamberlin & Ivie, 1947) — USA
- Callobius enus (Chamberlin & Ivie, 1947) — USA, Canadá
- Callobius gertschi Leech, 1972 — USA
- Callobius guachama Leech, 1972 — USA
- Callobius hokkaido Leech, 1971 — Japón
- Callobius hyonasus Leech, 1972 — USA
- Callobius kamelus (Chamberlin & Ivie, 1947) — USA
- Callobius klamath Leech, 1972 — USA
- Callobius koreanus (Paik, 1966) — Corea
- Callobius manzanita Leech, 1972 — USA
- Callobius nevadensis (Simon, 1884) — USA
- Callobius nomeus (Chamberlin, 1919) — USA, Canadá
- Callobius olympus (Chamberlin & Ivie, 1947) — USA
- Callobius panther Leech, 1972 — USA
- Callobius paskenta Leech, 1972 — USA
- Callobius pauculus Leech, 1972 — USA
- Callobius paynei Leech, 1972 — USA
- Callobius pictus (Simon, 1884) — USA, Canadá, Alaska
- Callobius rothi Leech, 1972 — USA
- Callobius severus (Simon, 1884) — USA, Canadá
- Callobius sierra Leech, 1972 — USA
- Callobius tamarus (Chamberlin & Ivie, 1947) — USA
- Callobius tehama Leech, 1972 — USA

- Datos: Q2714131
- Multimedia: Callobius / Q2714131
- Especies: Callobius